# Nessia hickanala
Nessia hickanala är en ödleart som beskrevs av  Deraniyagala 1940. Nessia hickanala ingår i släktet Nessia och familjen skinkar.
Artens utbredningsområde är Sri Lanka. Inga underarter finns listade i Catalogue of Life. Ödlan förekommer i landets nordvästra del. Två populationer lever i nationalparker. Nessia hickanala hittas i mer torra skogar med sandig jord som är 10 till 30 cm djup.
I regionen utanför nationalparkerna sammlas sand för byggprojekt. Fordon som besökte området tappade ibland biobränsle och därför är risken för bränder stor. Utanför en nationalpark finns ett vattenmagasin och när dammen skadas kan vattnet översvämma landskapet. IUCN listar arten som starkt hotad (EN).